# Algyroides marchi
Algyroides marchi е вид влечуго от семейство Гущерови (Lacertidae). Видът е застрашен от изчезване.

## Разпространение и местообитание
Разпространен е в Испания.
Обитава райони с умерен климат, гористи местности и планини.

## Описание
Популацията на вида е намаляваща.